# Monument anti-corruption du Rwanda
 (juillet 2025).
Le monument anti-corruption du Rwanda est une monument de 12 mètres de haut située près du Kigali Convention Centre. Érigé en 2019 à l'occasion de la remise des Prix internationaux d'excellence anti-corruption, il symbolise l'engagement du pays dans la lutte contre la corruption. Conçu par le sculpteur irakien Ahmed Al Bahrani, il a été financé par le gouvernement Qatar.

## Description
Le monument présente une sculpture représentant une main ouverte et tendue, symbole de transparence et de la position du Rwanda, qui n'a rien à cacher à la communauté internationale. Haute de 12 mètres, la structure intègre un système de pivots et de liaisons soulignant l'importance de la coopération mondiale dans la lutte contre la corruption. Elle est composée de 186 articulations triangulaires, chacune représentant un État partie à la Convention des Nations Unies contre la corruption. Le monument vise à motiver les citoyens à lutter contre la corruption avec résilience et détermination, sans jamais abandonner.